# لئاندرو فاگین
لئاندرو فاگین (ایتالیایی: Leandro Faggin; ۱۸ ژوئیهٔ ۱۹۳۳ – ۶ دسامبر ۱۹۷۰) دوچرخه‌سوار اهل ایتالیا بود.
وی در مسابقات کشوری و بین‌المللی در مجموع برندهٔ ۵ مدال طلا، ۳ مدال نقره، ۳ مدال برنز شده‌است.